# Nazarovita
La nazarovita és un mineral de la classe dels elements natius. Rep el nom en honor de Michail Alexandrovich Nazarov (Михаи́л Алекса́ндрович Наза́ров) (13 de gener de 1949 - 8 de juny de 2016), mineralogista i petròleg rus, per les seves contribucions a la investigació sobre meteorits.

## Característiques
La nazarovita és un fosfur de fórmula química Ni₁₂P₅, i pot tenir origen tant terrestre com meteorític. Va ser aprovada com a espècie vàlida per l'Associació Mineralògica Internacional l'any 2019, sent publicada l'any 2022. Cristal·litza en el sistema tetragonal.
L'exemplar que va servir per a determinar l'espècie, el que es coneix com a material tipus, es troba conservat a les col·leccions del Museu Mineralògic Fersmann, de l'Acadèmia de Ciències de Rússia, a Moscou (Rússia), amb el número de registre: 5381/1.

## Formació i jaciments
Va ser descrita a partir de les mostres de dos indrets: Halamish wadi, al Consell Regional de Tamar (Districte del Sud, Israel), i al meteorit Marjalahti, una pal·lasita recollida l'1 de juny de 1902 a la localitat de Viipuri, a la República de Carèlia (Rússia). Aquests dos indrets són els únics de tot el planeta on ha estat descrita aquesta espècie mineral.